# Kladow
Kladow (tyska: [ˈklaːdoː]) är en stadsdel i Spandau i västra Berlin.
I norr gränsar Kladow till Gatow, i öster och sydost till floden Havel och sjön Wannsee, i väster och sydväst till delstaten Brandenburg.
Kladow har cirka 14 000 invånare, ett gymnasium, två grundskolor och en Waldorfskola.
Kladow nämns för första gången som Clodow i ett dokument från 1267. 1920 blev orten del av Stor-Berlin. I mitten av 1930-talet anlades Gatows flygplats i området. Vid ockupationen av Tyskland 1945 drogs Berlins stadsgräns om i området på grund av att flygplatsen delvis låg på gränsen mellan den brittiska och den sovjetiska ockupationssektorn, vilket ledde till att de östra delarna av kommunen Gross Glienicke slogs samman med Västberlin. 
Ännu idag har Kladow bevarat en viss lantlig karaktär, trots att invånarantalet har ökat kraftigt sedan den tyska återföreningen 1990. 
Sedan en omdragning av stadsdelsgränserna 2003 ligger Gatows flygplats huvudsakligen inom stadsdelen Kladow.

## Sevärdheter
- Bykyrkan
- Gatows flygplats med Bundeswehrs flygvapenmuseum.